# Championnats d'Europe pour catégories olympiques de taekwondo
Les Championnats d'Europe pour catégories olympiques de taekwondo sont des championnats d'Europe organisés annuellement pour départager les meilleurs Européens en taekwondo dans les catégories olympiques. La première édition a eu lieu en 2015 à Naltchik, en Russie.
Ils existent en parallèle des Championnats d'Europe de taekwondo comportant plus de catégories.

## Éditions
| Année | Lieu     |
| ----- | -------- |
| 2015  | Naltchik |
| 2017  | Sofia    |
| 2019  | Dublin   |
| 2020  | Sarajevo |